# کارلوس الوارز (بازیکن فوتبال، زاده ۱۹۸۶)
کارلوس الوارز (انگلیسی: Carlos Álvarez؛ زادهٔ ۲۴ آوریل ۱۹۸۶) بازیکن فوتبال اهل اسپانیا است.
از باشگاه‌هایی که در آن بازی کرده‌است می‌توان به باشگاه فوتبال کادیس، باشگاه فوتبال لگانس، باشگاه فوتبال اسپورتینگ خیخون، و باشگاه فوتبال رئال مورسیا اشاره کرد.